# 蒙特塞拉特·卡芭葉
瑪麗亞·德蒙特塞拉特·維維安娜·康塞普西翁·卡芭葉-富爾克（1933年4月12日—2018年10月6日），常簡稱蒙特塞拉特·卡芭葉（Montserrat Caballé），西班牙籍加泰罗尼亚歌劇女高音演唱家，並以其美声唱法和對羅西尼、貝利尼和多尼采蒂等名家作品的深入刻劃而闻名。

## 早年生平
卡芭葉出生於西班牙加泰羅尼亞巴塞隆納，其後在利西奧音樂學院師從尤金娜·科米尼(Eugenia Kemeny)，學習聲學。1954年首次在巴塞隆納本地的音樂會登台，1956年加入巴塞爾歌劇院，同年在巴塞爾首次登台，出演莫札特《魔笛》中的第一侍女。不久她又在德国萨尔布吕肯歌剧院演唱。1959年至1962年，她受聘于德国不来梅州立剧院。1960年首次在意大利米兰斯卡拉大劇院登台。1962年首次在美洲大陸的墨西哥城登台。

## 名成利就
卡巴葉在1965年迎來了事業成功的轉捩點。在紐約卡耐基大廳音樂會中，她顶替身体不适的瑪麗蓮·霍恩，演出了半场多尼采蒂的《魯克蕾齊亞·波吉亞》，获得了观众长达25分钟的起立鼓掌。演出次日獲《紐約時報》盛讚「卡拉絲 + 泰巴尔迪 = 卡芭葉」（ +  = ）。同年卡芭葉便分別在紐約大都會歌劇院和英國格林德包恩歌劇院首次登台。1972年首次在倫敦皇家歌劇院登台。
卡巴葉曾經出演不少角色，不限於貝利尼、多尼采蒂、威爾第和羅西尼的角色，還有普契尼的《瑪儂·雷斯考特》、《托斯卡》、《波希米亚人》、西利亞（Francesco Cilea）的《阿德里安娜·勒庫弗勒》（Adriana Lecouvreur）和柴可夫斯基的《叶甫盖尼·奥涅金》、理查德·施特劳斯的《莎樂美》和的《特里斯坦与伊索尔德》。

## 晚年
卡芭葉也是少數曾和搖滾音樂人合作過的歌劇唱家。1988年她就曾和皇后乐队主唱合作出過二重唱唱片，《巴塞隆納》。該唱片中的《巴塞隆納》一曲，更成為1992年夏季奥林匹克运动会主題曲之一。
後期卡芭葉也只有音樂會的演出，很少出演整套歌劇，但最近曾在2007年4月維也納國立歌劇院出演《軍中女郎》（La fille du régiment）中的純對白角色卡拉肯托公爵夫人（La duchesse de Krakenthorp）。
2012年10月20日，卡芭葉於俄羅斯巡演期間，在葉卡捷琳堡發生中風，後被送回巴塞隆納聖十字聖保羅醫院( the Hospital de Sant Pau)。2018年9月，又因膽囊問題再度住院。同年10月6日去世，享壽85歲，其死因並未公布。

## 後世紀念
- 2022年，谷歌塗鴉在卡芭葉89歲冥誕時作為封面人物。

## 争议
- 2013年6月，蒙特賽拉特·卡芭葉因未经阿塞拜疆允许擅自访问纳戈尔诺-卡拉巴赫，被阿塞拜疆列入不受欢迎人物名单（英语：List of people declared personae non gratae in Azerbaijan）。[4][5]